# Pterogenia glabrina
Pterogenia glabrina är en tvåvingeart som beskrevs av Friedrich Georg Hendel 1914. Pterogenia glabrina ingår i släktet Pterogenia och familjen bredmunsflugor. Inga underarter finns listade i Catalogue of Life.